# ماء للفيلة (فلم)
ماء للفيلة (بالإنجليزية: Water for Elephants) فيلم دراما أمريكي إنتاج عام 2011، الفيلم مقتبس عن رواية ماء للفيلة لسارة غرون، يؤدي دور البطولة فيه كل من روبرت باتينسون وريس ويذرسبون وكريستوف فالتز ومن إخراج فرانسيس لورنس.

## القصة
تدور أحداث الفيلم في الولايات المتحدة في ثلاثينيات القرن الماضي.حيث يروي الفيلم قصة حب مستحيلة في السيرك بين طالب بيطري اسمه جيكوب جانكوويسكي (روبرت باتينسون) ونجمة سيرك تدعى مارلينا (ريس ويذرسبون) المتزوجة من أوغست (كريستوف فالتز).

## الميزانية والإيرادات
بلغت تكلفة إنتاج الفيلم حوالي 38 مليون دولار بينما حقق أرباحا تقدر بـ 117.1 مليون دولار.

## وصلات خارجية
- مقالات تستعمل روابط فنية بلا صلة مع ويكي بيانات